# Selennjach
Der Selennjach (russisch Селеннях, jakutisch Силээннээх, Sileenneech) ist ein 796 km langer, linker Nebenfluss der Indigirka in Sibirien, im asiatischen Teil Russlands.

## Verlauf
Der Fluss entsteht in etwa 420 m Höhe im Nordosten der Republik Sacha (Jakutien) durch den Zusammenfluss von Chargy-Sala (von rechts) und Njamnja (auch Njamnjach, von links). Die 49 km lange Chargy-Sala und die 22 km lange Njamnja entspringen auf etwa 800 m Höhe im sich nördlich der nördlichen Ausläufer des Tscherskigebirges erstreckenden Mittelgebirgsland, im Bereich des Kuigarückens (Kuiginski krjasch) und des Irgitschen-Kamms (Irgitschinski chrebet).
Der Selennjach fließt zunächst in südöstlicher Richtung durch die Moma-Selennjach-Senke, die in diesem Bereich an ihrer Westseite von Ausläufern des Tscherskigebirges begrenzt wird (Burkat- und Chadarannja-Kamm), im Osten durch das Selennjachgebirge mit dem Tommot-Massiv. Beide Gebirgszüge sind dort über 2000 m hoch. Im gesamten Oberlauf durchfließt der Selennjach das Territorium des Ulus Ust-Jansk; dort befindet sich auch die einzige Ortschaft am Fluss, das Dorf (selo) Sajylyk (auch jakutisch nach dem Fluss und der nach diesem benannten, von Sajylyk aus verwalteten Gemeinde (Nasleg) Sileennech genannt, weiterhin in der Form Siljannjach).
Im Mittellauf wendet sich der Selennjach in einem weiten Bogen in nordöstliche Richtung und durchfließt dann in vorwiegend östlicher Richtung den Ulus Abyj. Nördlich am Andrei-Tas-Rücken (Krjasch Andrei-Tas) vorbei erreicht der Fluss das Abyjtiefland (Abyjskaja nismennost). In diesem seenreichen Gegend mündet der Selennjach schließlich auf 29 m Höhe in die Indigirka, 20 km flussabwärts vom am linken Indigirka-Ufer gelegenen Dorf Kuberganja und etwa 90 km Luftlinie südwestlich des Ulusverwaltungssitzes Belaja Gora.
Die bedeutendsten Nebenflüsse des Selennjach sind Tschubukulach (Länge 89 km), Agdanschja (37 km, mit längstem Quellfluss Nagondschja 79 km) und Tommot (98 km) von links sowie Tschamet (99 km), Ojosordoch (84 km), Bjorjoljoch (154 km) und Buor-Jurjach (116 km) von rechts.

## Hydrologie
Der Selennjach, dessen Einzugsgebiet rund 30.800 km² umfasst, friert in der Regel von Anfang Oktober bis Ende Mai zu. Sein Abfluss an der Mündung beträgt im Mittel 180 m³/s.